# Gnamptogenys bispinosa
Gnamptogenys bispinosa is een mierensoort uit de onderfamilie van de Ectatomminae. De wetenschappelijke naam van de soort is voor het eerst geldig gepubliceerd in 1890 door Emery.